# 文德 (唐朝)
文德（888年二月—十二月）是唐僖宗李儇的第五個年號，共计1年。
文德元年三月唐昭宗李晔即位沿用。

## 改元
- 光啟四年——二月二十二日，改元文德元年。[2][3][4]
- 文德二年——正月一日，改元龍紀元年。[5][6][7]

## 紀年
| 文德 | 元年  |
| ---- | ----- |
| 公元 | 888年 |
| 干支 | 戊申  |

## 同期存在的其他政权年号
- 中國
  - 貞明（878年－？）：南詔—隆舜之年號
  - 承智（？－？）：南詔—隆舜之年號
  - 大同（？－888年）：南詔—隆舜之年號
- 日本
  - 仁和（885年－889年）：平安時代—光孝天皇、宇多天皇之年號

## 參看
- 中國年號索引
- 其他使用文德年號的政權